# Fakhruddin Ahmed
Fakhruddin Ahmed (1 de maio de 1940) é um economista, funcionário público e ex-presidente do Banco de Bangladesh, o banco central do país.
Em 12 de janeiro de 2007, foi apontado como Conselheiro-Chefe (Chefe do Governo) do governo interino não-partidário de Bangladesh em meio à crise política no país. Fakhruddin Ahmed permaneceria naquele cargo por quase dois anos, um tempo maior do que o habitual, porém novas eleições foram realizadas em 29 de dezembro de 2008, e a Liga Awami saiu vitoriosa e assumiu o poder.